# HMS Orion (85)
HMS Orion byl lehký křižník Royal Navy třídy Leander. Na lodi byl v roce 1941 odstraněn katapult. Během války se měnilo složení lehké výzbroje.
V červenci 1940 křižník bojoval v bitvě u Punta Stilo. V březnu 1941 Orion a jeho sesterské lodě Ajax, Sydney a Perth bojovaly v bitvě u Matapanu. V květnu 1941 byl Orion těžce poškozen náletem při evakuaci Kréty. Oprava lodi proběhla v USA a do Středomoří se Orion vrátil až v roce 1943. V témže roce loď podporovala invazi na Sicílii a později i vylodění v Normandii. Křižník byl vyřazen z aktivní služby v roce 1947 a prodán do šrotu v roce 1949.